# Ruhnama
O Ruhnama (O Livro da Alma, do árabe روح rūḥ —alma— e persa نامه nāmeh —carta ou livro—) é um livro escrito por Saparmyrat Nyýazow, ex-presidente vitalício do Turquemenistão, que combina um guia moral/espiritual com autobiografia e história revisionista, muitas das quais de dúbia ou polémica fatualidade e correção. O texto inclui várias histórias e poemas, além de escritos do poeta sufista Magtymguly Pyragy. Foi criado para servir de "guia espiritual da nação" e de base para as artes e as literaturas do país. O livro foi introduzido na cultura do Turquemenistão de forma gradual e persuasiva. Nyýazow o colocou inicialmente em manuais de escolas nacionais e em bibliotecas para, depois, transformá-lo em objeto de exame e seus ensinamentos em guias para concursos.
Em março de 2006, Nyýazow afirmou que tinha intercedido junto a Deus para se assegurar que qualquer aluno que lesse o livro três vezes fosse automaticamente para o paraíso.